# Ungusurculus philippinensis
Ungusurculus philippinensis är en fiskart som beskrevs av Werner Schwarzhans och Møller 2007. Ungusurculus philippinensis ingår i släktet Ungusurculus och familjen Bythitidae. Inga underarter finns listade i Catalogue of Life.
Honor är med en maximal längd av 5,2 cm större än hanar som blir upp till 4,8 cm långa.
Arten förekommer i havet vid centrala Filippinerna. Den vistas i regioner som ligger nära vattenytan till ett djup av 21 meter. Denna fisk håller sig nära rev.
Fiske som är speciellt inriktad på Ungusurculus philippinensis saknas. Exemplar som tillfällig hamnar i fiskenät handlas antagligen på marknader. IUCN anser att arten är vanligt förekommande i regionen. Den listas därför som livskraftig (LC).